# Christine Jensen (Musikerin)
Christine Jensen (* 1970 in Sechelt, British Columbia) ist eine kanadische Jazzmusikerin (Alt- und Sopransaxophon, Komposition, Arrangement und Dirigat).

## Leben und Wirken
Christine Jensen ist die jüngere Schwester der Trompeterin Ingrid Jensen. Sie wuchs in Nanaimo auf und lernte zunächst Klavier, bevor sie mit zwölf Jahren zum Saxophon wechselte. 1990 zog sie nach Montreal, wo sie an der McGill University studierte und Unterricht bei Pat LaBarbera, Kenny Werner, Jim McNeely und Rémi Bolduc hatte. Sie spielte im Ensemble der McGill University (Album Poppin' The Cork, 1993), erwarb 1994 den Bachelor und 2006 den Master in Jazzdarbietung.
Während ihres Studiums begann Jensen zu komponieren; das Titelstück von Ingrid Jensens Debütalbum Vernal Fields (Enja, 1995) brachte ihr einen ersten Juno Award ein. 2000 erschien ihr Debütalbum Collage; 2002 erhielt sie ein Stipendium des Conseil des arts et des lettres du Québec zum Studium in der Pariser Cité Internationale des Arts. Mit einem 18-köpfigen Orchester nahm sie das Album Treelines auf, das mit dem Juno Award als Jazz-Album des Jahres ausgezeichnet wurde. Ihre Arrangements sind von Maria Schneider und Gil Evans beeinflusst. Im Bereich des Jazz war sie zwischen 1992 und 2017 an 22 Aufnahmesessions beteiligt; außerdem arbeitete sie mit Dick Oatts und Steve Wilson. Jensen, die in Montreal lebt und an der McGill University unterrichtet, ist mit dem Saxophonisten Joel Miller verheiratet, mit dem sie auch im Quartett auftritt. Auch leitete sie das Orchestre National de Jazz Montreal. Seit 2013 leitete sie für verschiedene Programme das Orchestre National de Jazz Montreal.

## Diskographische Hinweise
- Collage (Effendi, 2000)
- A Shorter Distance (Effendi, 2002), mit Ingrid Jensen, Joel Miller, Fraser Hollins, John Sadowy, Jon Wikan, Ken Bibace
- Look Left (Effendi, 2006)
- Treelines (Justin Time Records, 2010)
- Habitat (Justin Time Records, 2013) – Christine Jensen Jazz Orchestra
- Transatlantic Conversations: 11 piece band (Linedown 2015), mit Maggi Olin
- Infinitude (Whirlwind Recordings Ltd, 2016)
- Under the Influence (2017) – Orchestre National de Jazz de Montreal
- Genealogy (2020)
- Quiescence (2021)